# Verbundglas

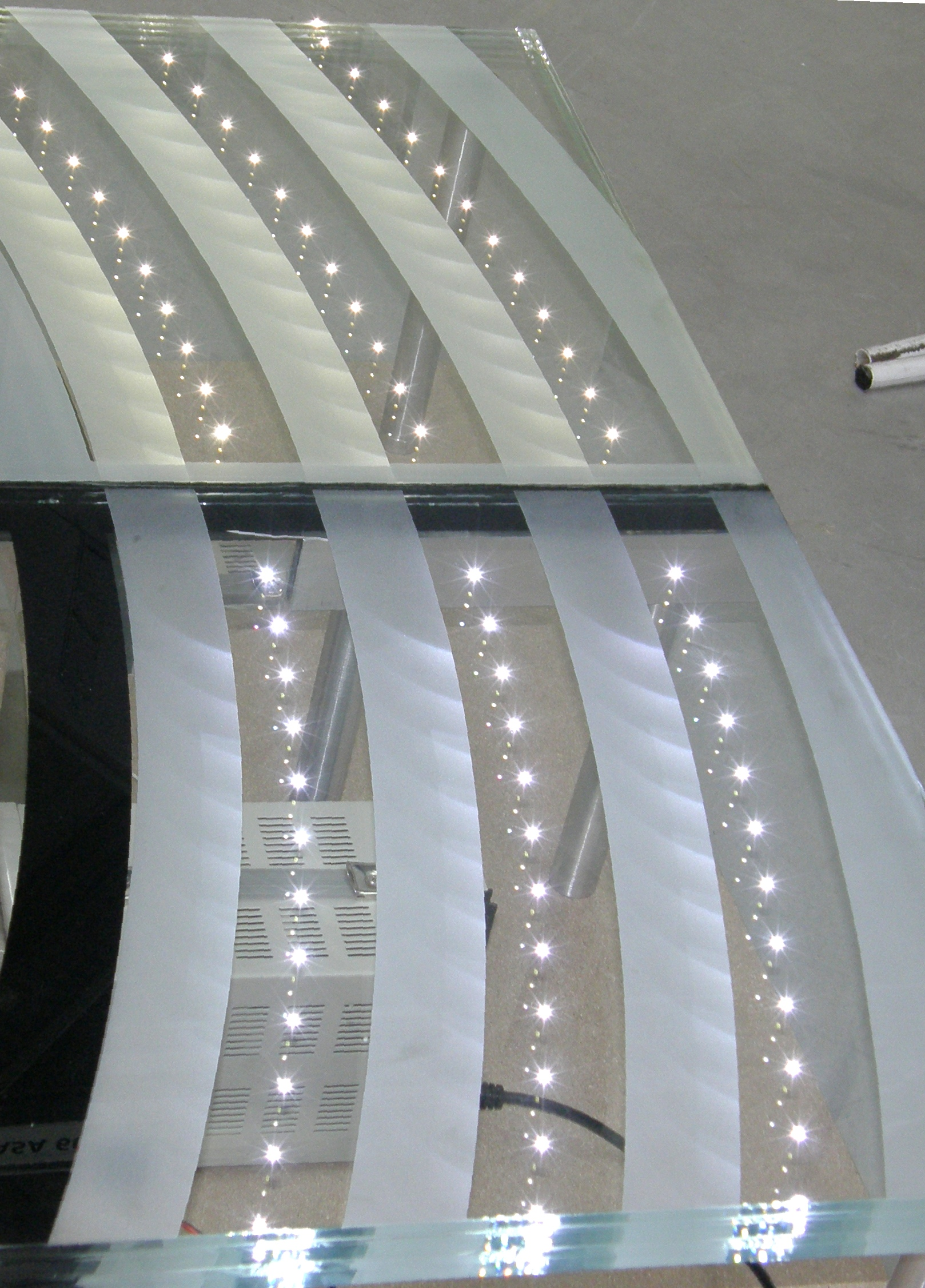
Verbundglas mit einlaminierten LEDs

Verbundglas ist der Sammelbegriff für ein Laminat mit mindestens zwei Glasscheiben, die jeweils durch eine Zwischenschicht aus Kunststoff, z. B. durch ein Gießharz oder eine hochreißfeste, zähelastische, thermoplastische Verbundfolie, miteinander verklebt sind. 
Bei Verbundsicherheitsglas wird die Kunststoffschicht so bemessen, dass sie in der Lage ist, den Zerfall der Verbundscheibe bei einem Bruch einzelner Glasscheiben zu verhindern. Dadurch wird wirksam verhindert, dass nach Überlastung der Glasscheibe und insbesondere Stoßeinwirkung Glasscherben umherfliegen.
Im Gegensatz zu Teilvorgespanntem Glas (TVG) und Einscheiben-Sicherheitsglas (ESG) ist Verbundglas nicht biegesteifer als herkömmliches Glas und auch nicht weniger rissempfindlich. Durch die Lamination verschiedener Werkstoffe lassen sich aber auch weitere Eigenschaften von Glasscheiben verbessern.
Verbundglas ist nicht zu verwechseln mit Verbundfenstern.
Zur Kontrolle der Qualität von Verbundglas dient u. a. der so genannte Pummeltest.

## Geschichte
Das erste Patent auf Verbundglas wurde 1905 durch John Crew Wood eingereicht.
1908 wurde dem Buchbinder und Künstler Édouard Bénédictus ein Patent auf ein Sicherheitsglas erteilt, dessen Scheiben mit einer Gelatine- und Cellulose-Schicht überzogen, dann mit einer Celluloidschicht im Spiritusbad zusammengelegt und von einer hydraulischen Presse unter erhöhter Temperatur miteinander verklebt wurden. 
Der Aachener Glasfabrikant Ferdinand Kinon erwarb die Verwertungsrechte für Deutschland und produzierte Verbund-Sicherheitsgläser für den Automobilsektor, schussfestes Glas für Kriegspanzer und gefärbte Verbundgläser für Fliegerbrillen.

## Anwendungen
Verbundglas wird überwiegend als Sicherheitsglas für Frontscheiben von Fahrzeugen aller Art sowie im Baubereich absturzsichernde Verglasungen oder Überkopfverglasungen eingesetzt. Die bei den meisten Anwendungen im Bau- und Fahrzeugbereich werden Verbundfolien aus Polyvinylbutyral (PVB) eingesetzt. Andere gebräuchliche Zwischenschichtmaterialien sind Ethylenvinylacetat (EVA), Polyacrylat, Polymethylmethacrylat (PMMA), Polyurethan (PUR) etc.
Je nach Anzahl, Art und Dicke der verwendeten Glasscheiben und Zwischenlagen dienen Verbundgläser als Sicherheitsglas, Schallschutzglas, Brandschutzglas, durchwurf-, durchbruch- oder durchschusshemmendes Glas usw. Besonders widerstandsfähige Verglasungen ergeben sich durch die Kombination von Glasscheiben mit einer oder mehreren Scheiben aus Polycarbonat. Auch intelligente Gläser sind oft wie ein Verbundglas aufgebaut.
Seit 2006 werden gemäß neuester Forschungsresultate mittels der oben genannten PVB, EVA oder TPU auch LED- und SMD-Elektronik bestückte Folien zwischen Glas laminiert, womit auch Produkte wie leuchtende Glastreppen und -tische sowie andere Verbund-Sicherheitsglas-Systeme ermöglicht werden.

## Elektrische Komponenten in Glaslaminaten
Die als Zwischenlage dienende Folie kann auch zur Integration von elektrischen Funktionen in das Verbundglas dienen.
So können beispielsweise sehr dünne Wolframdrähte (Durchmesser im Bereich 16–40 µm) auf die Folie aufgebracht werden und als resistive Glasheizung genutzt werden. Diese Heizfunktion findet hauptsächlich Anwendung in der Automobilindustrie (häufig: Heckscheiben und seltener: Frontscheiben), aber auch als Flugzeugglas (Cockpit), Zugverglasung (Cockpit), Architekturglas (Dächer) und beim Militär.
Ebenso können Kupferdrähte (Durchmesser im Bereich 50–100 µm) eingebettet werden, die als Antennen dienen. Diese Antennenfunktion findet hauptsächlich Anwendung in der Automobilindustrie (Frontscheiben).
Mithilfe von transparenten, leitfähigen Schichten können auch in der Verbundfolie eingebettete Leuchtdioden mit Strom versorgt werden.

## Kantenschubverbund
Kantenschubverbund bezeichnet die schubfeste Ausbildung der Verklebung der einzelnen Glasscheiben einer Verbundglasscheibe entlang des Randes der aneinanderliegenden Scheiben. Ein solcher Schubverbund ist bei allen übereinanderliegenden Scheiben gegeben, die entlang des Randes oder flächig bis zum Rand hin miteinander verklebt sind.
Wenn übereinanderliegende Scheiben zunächst mithilfe einer Flächenlast leicht gekrümmt oder gewölbt und die Scheiben in dieser Stellung miteinander schubfest verklebt werden, so bleibt die Verformung teilweise bestehen, auch nachdem die Flächenlast entfernt wurde. Durch die Zwängung bilden sich Spannungen im Glas aus, welche die Biegesteifigkeit und Belastbarkeit großer Glasscheiben verbessern können, wenn sie den Spannungen entgegengerichtet sind, die unter normalen Einsatzbedingungen der Scheiben entstehen. Der gleiche Mechanismus liegt der erhöhten Belastbarkeit von Temperglas zugrunde, das einer Hitzebehandlung unterzogen wird.